# Bonorowo (plaats)
Bonorowo is een bestuurslaag in het regentschap Kebumen van de provincie Midden-Java, Indonesië. Bonorowo telt 1290 inwoners (volkstelling 2010).